# Hotel Veselka
Hotel Veselka (či Hotel na Veselce) byl rozsáhlý hotelový dům stojící na nároží třídy Míru a Masarykova náměstí na Zeleném předměstí v Pardubicích, ve své době jeden z nejznámějších hotelů ve městě a významné centrum zdejšího společenského života. Po jistou dobu patřil rodině Kašparových, ze které pocházel letec Jan Kašpar, jeho majitel v době okupace českých zemí Nacistickým Německem Arnošt Košťál se zapojil do odbojové činnosti a v době tzv. heydrichiády byl popraven. 
Po roce 1945 objekt chátral a roku 1972 byl odstřelen.  

## Historie

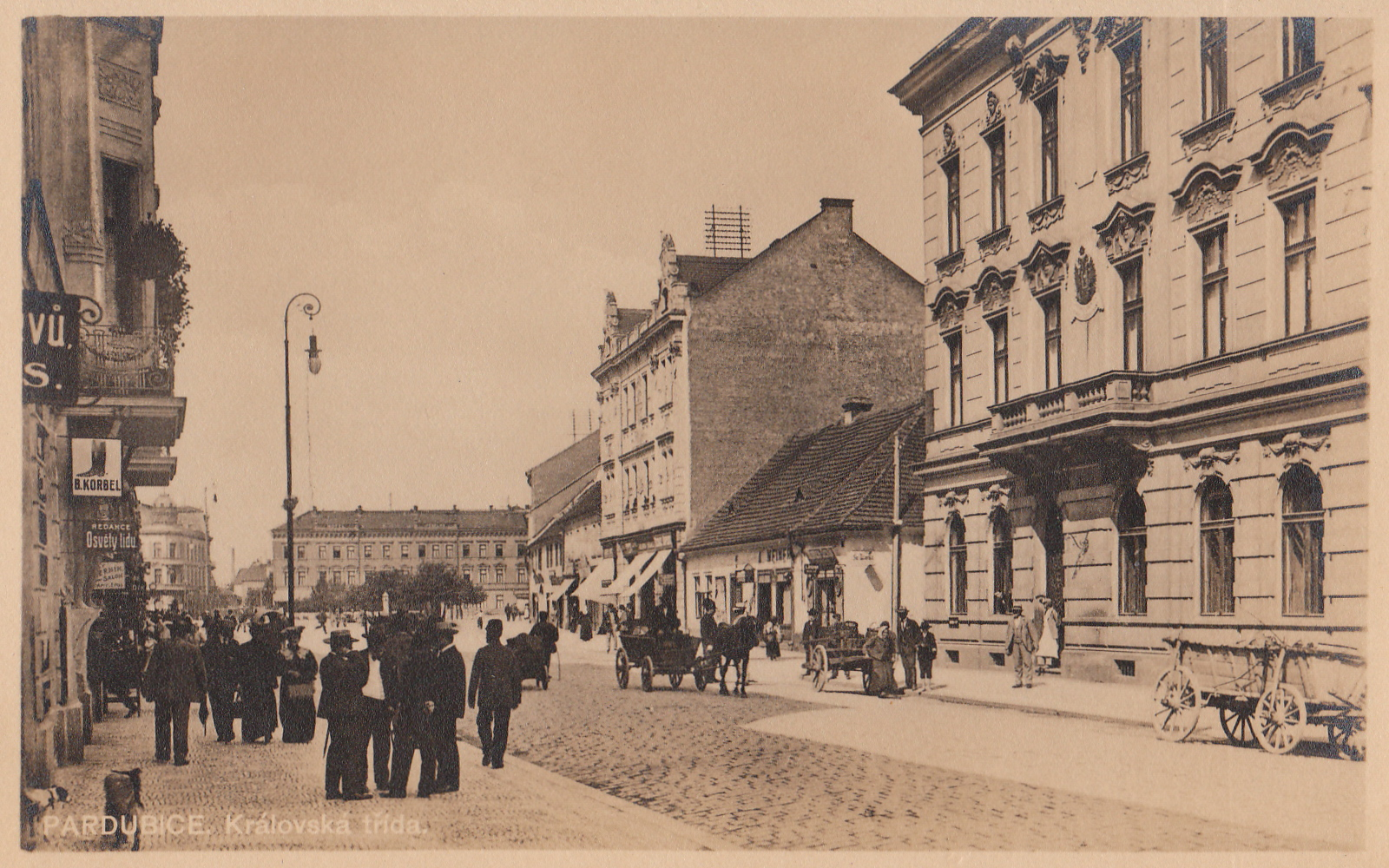
Pardubická Královská třída (pozdější třída Míru) z pohledu od centra, staré křídlo hotelu Veselka v pozadí

Na parcele na západním, tzv. Zeleném, předměstí Pardubic ve směru na Prahu, stál od 17. století objekt, posléze sloužící jako zájezdní hostinec Na Veselce. Jeho věhlas rostl spolu s rozvojem města po dokončení železniční trati z Olomouce do Prahy roku 1845 a výstavbě městského nádraží, vzdáleného jen několik set metrů od hotelu. Od počátku 19. století hotel získala rodina Kašparova, v letech 1857 až 1858 jej přestavěla, včetně přístavby společenského sálu Odeon, a s úspěchem provozovala. Roku 1883 se v budově narodil syn hoteliéra Františka Kašpara Jan Kašpar, pilot a první český letec na motorovém letounu. Hotel měl vlastní kavárnu a restauraci. 

### Po vzniku Československa
Od raného období první republiky hotel provozovala rodina Košťálova. Roku 1922 zde při své návštěvě Pardubic přenocoval prezident T. G. Masaryk, což pro podnik stalo zásadně prestižní událostí. Roku 1925 byl hotel přestavěn, v místě nároží tak došlo ke vzniku nového hotelového křídla, dotvářejícího jednu z hran frekventované křižovatky. Kapacita podniku byla zvětšena na 110 pokojů, rovněž došlo k přestavbě sálu kina Imperial.

### Druhý československý odboj

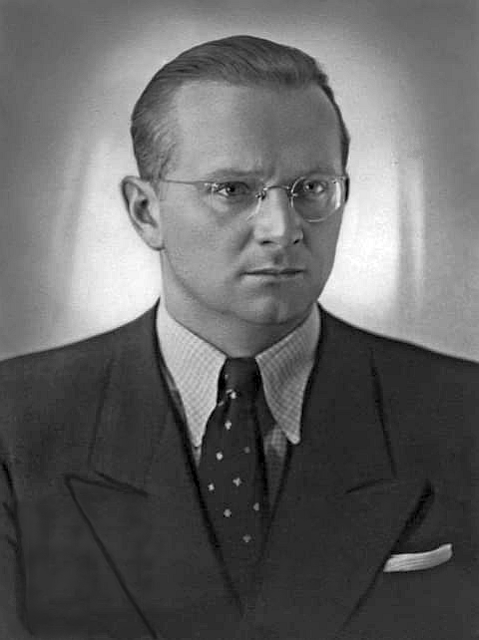
Hoteliér Arnošt Košťál

Hotel se stal rovněž jedním z míst působení domácího odboje během okupace Čech, Moravy a Slezska Nacistickým Německem. Jeho tehdejší majitel, Arnošt Košťál, napojený na síť organizovanou npor. Bartošem, v hotelové restauraci jako pomocného číšníka zaměstnal Josefa Valčíka, člena paradesátního výsadku Silver A, kterému poskytl falešné doklady pod jménem Miroslav Šolc a civilní krytí. Valčík díky tomu mohl plnit další bojové úkoly, včetně navázání kontaktu s výsadkem provádějícím operaci Anthropoid, v rámci které byl pak v květnu 1942 proveden atentát na protektora Reinharda Heydricha. Na Valčíkovu stopu se pak dostalo gestapo, které jej zde v březnu 1942 v hotelu hledalo. Hoteliér Košťál Valčíka varoval a další den gestapu sdělil, že mu dal výpověď na hodinu kvůli absencím a rozbitým talířům. Po uskutečnění atentátu se Valčík spojil s dalšími výsadkáři v Praze, byli však prozrazeni a 18. června 1942 obklíčeni v chrámu svatých Cyrila a Metoděje na pražském Novém Městě, kde se až do posledních chvil bránili přesile a následně všichni spáchali sebevraždu. Arnošt Košťál byl během následně proběhnuvší heydrichiády zatčen a 2. července 1942 popraven na pardubickém Zámečku. 

### Zánik
Po popravě Arnošta Košťála se hotel dostal pod německou správu, pod kterou nadále upadal. Po roce 1945 byl hotel znárodněn a následně přestal plnit svou původní funkci: hotelové pokoje byly přeměněny na kanceláře.  
Na začátku 70. let 20. století bylo rozhodnuto o demolici stavby, mj. kvůli zvětšení prostoru na tzv. třídě Míru. K demoličnímu odstřelu budov došlo 26. srpna 1972, spolu s budovami někdejších mrazíren, za hojné účasti obyvatel města. Na části parcely hotelu měla vzniknout osmnáctipatrová budova podniku Geodézie podle návrhu Miloše Návesníka a Lubomíra Drimla z roku 1974. Na pozemku byla pak roku 2008 vybudována víceúčelová výšková budova Magnum.

### Památka
Hotel Veselka připomíná pojmenování tržiště stojícího na Masarykově náměstí v jeho někdejší lokalitě, tržiště Veselka, a také pamětní deska vsazená do chodníku na třídě Míru.